# ناحیه سراقب
ناحیه سراقب (به عربی: ناحیة سراقب) یک ناحیه در سوریه است که در منطقه ادلب واقع شده‌است. ناحیه سراقب ۸۸٬۰۷۶ نفر جمعیت دارد.